# Alfred Zoll
Max Alfred Zoll (* 28. April 1905 in Leipzig; † 8. Oktober 1982 in Ludwigsburg) war ein deutscher Journalist, Autor und Zoodirektor.

## Leben

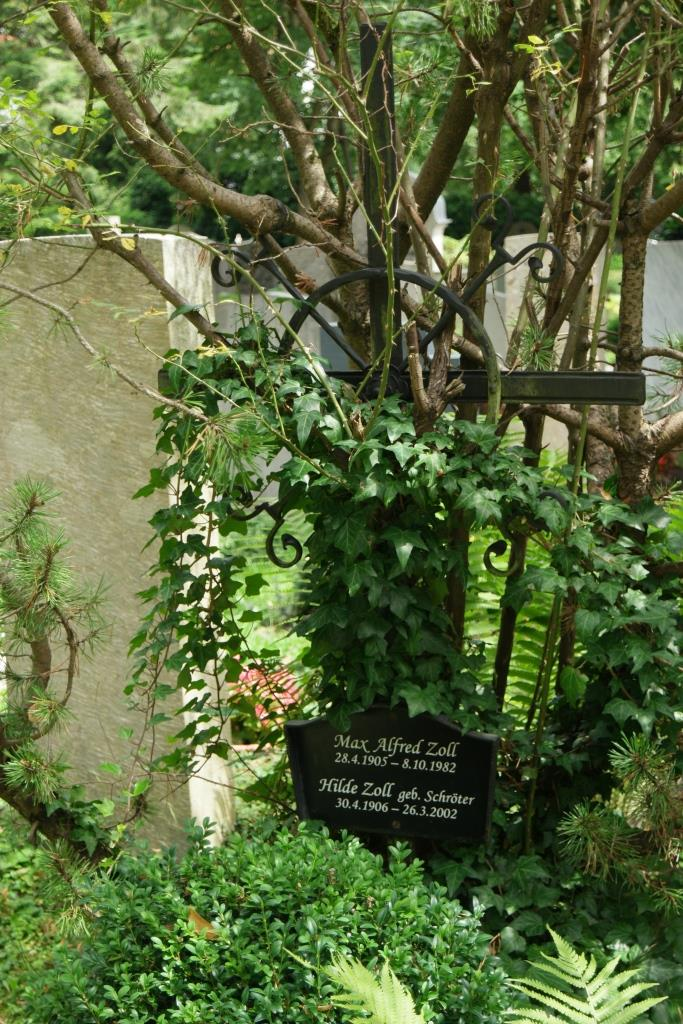
Grab von Max Alfred Zoll auf dem Friedhof München-Solln

Zoll arbeitete nach seinem Schulabschluss zunächst als Buchhändler, wurde dann aber Journalist und schrieb unter anderem für das SPD-Zentralorgan Vorwärts. Nach der Machtergreifung der Nationalsozialisten im Jahr 1933 wurde er verhaftet und anschließend auf Lebenszeit mit Berufsverbot belegt. 1937 wurde er Angestellter im Geozoo, den Heinz Heck 1928 im Süden Münchens eröffnet hatte. Nach Ende des Zweiten Weltkriegs leitete er die Presse- und Werbeabteilung des Zoos. 1959 wurde Zoll zum Direktor des Tierparks Hellabrunn berufen, ein Amt, das er bis zu seiner Pensionierung im Jahr 1973 innehatte. Anschließend war er Direktor des Wildparks Parque Diana in Patagonien, eine Position, die ihm vom Parkgründer, Carl Adolf Vogel, angeboten wurde. Ferner war er viele Jahre bis 1978 Vorsitzender des Münchner Tierschutzvereins.
Zoll unternahm zahlreiche Studienreisen in Wildreservate, darunter sieben nach Afrika und sieben nach Südamerika. Er war auch für den Bayerischen Rundfunk tätig. So drehte er gemeinsam mit Robert Lembke und Friedrich Sauer einige Beiträge aus dem Tierpark Hellabrunn, darunter die Filme Raubtiere – Elefanten – Affen (1955), Im Aquarium von Hellabrunn (1955), Elefanten – nah betrachtet (1960) und Spaziergang im Tierpark Hellabrunn (1963). Das Hörfunkprogramm des Bayerischen Rundfunks strahlte in den 1960er Jahren seine Sendung Zoll erzählt von Tieren aus.

## Werke (Auswahl)
- Tiere im Aquarium, 1952
- Großtiere der Erde, 1965
- Bilderbuch für Tierfreunde, 1968
- Zoll’s Heimtier-Lexikon, 1969
- Tierkinder, 1970
- Was gibt’s Neues im Zoo?: Alfred Zoll erzählt von Tieren, 1970
- Meine Nachbarn, die Affen – Ein Zoodirektor erzählt, 1971
- Ein Flamingo kommt zur Welt, 1973
- Tiere unserer Heimat, 1973
- Afrika – schön!, 1974
- Tierparadies Afrika, 1975
- Tierzauber Südamerika. Abenteuer zwischen Karibik und Südmeer, 1977
- Liebeskreis der Tiere, 1979
- Das neue Heimtierlexikon. Von Angorakatze bis Zwergsonnenbarsch. 1325 Heimtiere in 1866 Stichworten, 1980